# Ghoutia Karchouni
Ghoutia Karchouni, née le 29 mai 1995 à Lyon dans le Rhône, est une footballeuse internationale algérienne jouant au poste de milieu de terrain à l'Inter Milan.

## Biographie

### Carrière en club
Formée à l'Olympique lyonnais et passée par le Paris Saint-Germain, elle passe ensuite cinq saisons au Girondins de Bordeaux de 2016 à 2021.
Le 20 juillet 2021, à l'âge de vingt-six ans, Ghoutia Karchouni s'engage avec l'Inter Milan, en signant un contrat d'un an qui la lie aux interistes jusqu’au 30 juin 2022,.
Le 22 février 2022, la milieu de terrain qui a su gagner la confiance de son club en Italie, prolonge son contrat d'une année supplémentaire.

### Carrière en sélection
Sélectionnée en équipe de France des U16 aux U19, Ghoutia Karchouni participe en 2012 à l'Euro U17 et à la Coupe du monde U17, où elle devient vice-championne d'Europe et championne du monde. Puis à l'Euro U19 en 2013 et devient championne d'Europe.
En avril 2023, elle est appelée pour la première fois en équipe d'Algérie par le sélectionneur Farid Benstiti pour prendre part à un stage durant lequel la sélection affronte la Tanzanie dans une double confrontation amicale. Karchouni participe à la rencontre du 9 avril 2023 qui a lieu au Stade Nelson-Mandela (Alger) et qui se solde par une victoire des Algériennes (4-0).
Elle fait ses débuts officiels et inscrit son premier but international sous la tunique algérienne le 20 septembre 2023 contre l'Ouganda à Njeru à l'occasion du match aller du 1re tour des qualifications à la CAN 2024 qui se termine sur un succès algérien, 2 buts à 1.

## Statistiques

### Statistiques détaillées
| Saison                | Club                  | Championnat           | Championnat | Championnat | Coupe(s) nationale(s) | Coupe(s) nationale(s) | Compétition(s) continentale(s) | Compétition(s) continentale(s) | Compétition(s) continentale(s) | Algérie | Algérie | Total | Total |
| Saison                | Club                  | Division              | M.          | B.          | M.                    | B.                    | Comp.                          | M.                             | B.                             | M.      | B.      | M.    | B.    |
| 2013-2014             | Paris SG              | Division 1            | 6           | 0           | -                     | -                     | C1                             | 1                              | 0                              | -       | -       | 7     | 0     |
| 2014-2015             | Paris SG              | Division 1            | -           | -           | -                     | -                     | C1                             | -                              | -                              | -       | -       | 0     | 0     |
| 2015-2016             | Paris SG              | Division 1            | 9           | 0           | 3                     | 0                     | C1                             | 2                              | 0                              | -       | -       | 14    | 0     |
| Sous-total            | Sous-total            | Sous-total            | 15          | 0           | 3                     | 0                     | -                              | 3                              | 0                              | -       | -       | 21    | 0     |
| 2016-2017             | Breakers de Boston    | NWSL                  | 5           | 0           | -                     | -                     | -                              | -                              | -                              | -       | -       | 5     | 0     |
| Sous-total            | Sous-total            | Sous-total            | 5           | 0           | -                     | -                     | -                              | -                              | -                              | -       | -       | 5     | 0     |
| 2017                  | FCG Bordeaux          | Division 1            | 10          | 1           | 1                     | 0                     | -                              | -                              | -                              | -       | -       | 11    | 1     |
| 2017-2018             | FCG Bordeaux          | Division 1            | 18          | 1           | 2                     | 0                     | -                              | -                              | -                              | -       | -       | 20    | 1     |
| 2018-2019             | FCG Bordeaux          | Division 1            | 18          | 0           | 1                     | 0                     | -                              | -                              | -                              | -       | -       | 19    | 0     |
| 2019-2020             | FCG Bordeaux          | Division 1            | 15          | 1           | 3                     | 0                     | -                              | -                              | -                              | -       | -       | 18    | 1     |
| 2020-2021             | FCG Bordeaux          | Division 1            | 18          | 3           | 1                     | 0                     | -                              | -                              | -                              | -       | -       | 19    | 3     |
| Sous-total            | Sous-total            | Sous-total            | 79          | 6           | 8                     | 0                     | -                              | -                              | -                              | -       | -       | 87    | 6     |
| 2021-2022             | Inter Milan           | Série A               | 19          | 6           | 2                     | 0                     | -                              | -                              | -                              | -       | -       | 21    | 6     |
| 2022-2023             | Inter Milan           | Série A               | 24          | 6           | 2                     | 0                     | -                              | -                              | -                              | -       | -       | 26    | 6     |
| 2023-2024             | Inter Milan           | Série A               | 10          | 1           | -                     | -                     | -                              | -                              | -                              | 3       | 1       | 13    | 2     |
| 2024-2025             | Inter Milan           | Série A               | 9           | 1           | -                     | -                     | -                              | -                              | -                              | -       | -       | 9     | 1     |
| Sous-total            | Sous-total            | Sous-total            | 62          | 14          | 4                     | 0                     | -                              | -                              | -                              | 3       | 1       | 69    | 15    |
| Total sur la carrière | Total sur la carrière | Total sur la carrière | 161         | 20          | 15                    | 0                     | -                              | 3                              | 0                              | 3       | 1       | 182   | 21    |

### En sélection

#### Matchs internationaux
Le tableau suivant liste les rencontres de l'équipe d'Algérie dans lesquelles Ghoutia Karchouni a été sélectionnée depuis le 20 septembre 2023 jusqu'à présent.

### Palmarès

#### En club
- Vice-championne de France : 2014 (Paris Saint-Germain)
- Finaliste de la Coupe de France : 2014 (Paris Saint-Germain)
- Finaliste du Challenge National U19 : 2013 (Olympique lyonnais) et 2014 (Paris Saint-Germain)

#### En sélection
- France U19
  - Championne d'Europe des moins de 19 ans :  2013 au Pays de Galles
- France U17
  - Championne du Monde des moins de 17 ans : 2012 en Azerbaïdjan
  - Vice-championne d'Europe des moins de 17 ans : 2012 en Suisse
- France U16
  - Vainqueur de la Nordic Cup : 2011 en Finlande